# قسم بنج هزارة الريفي (مقاطعة بهشهر)
قسم بنج هزارة الريفي (بالفارسية: دهستان پنج‌هزاره) هي منطقة ريفية تقع في إيران في قسم. يقدر عدد سكانها بـ 3,653 نسمة .